# 新茹基夫
50°39′57″N 25°56′53″E / 50.66583°N 25.94806°E

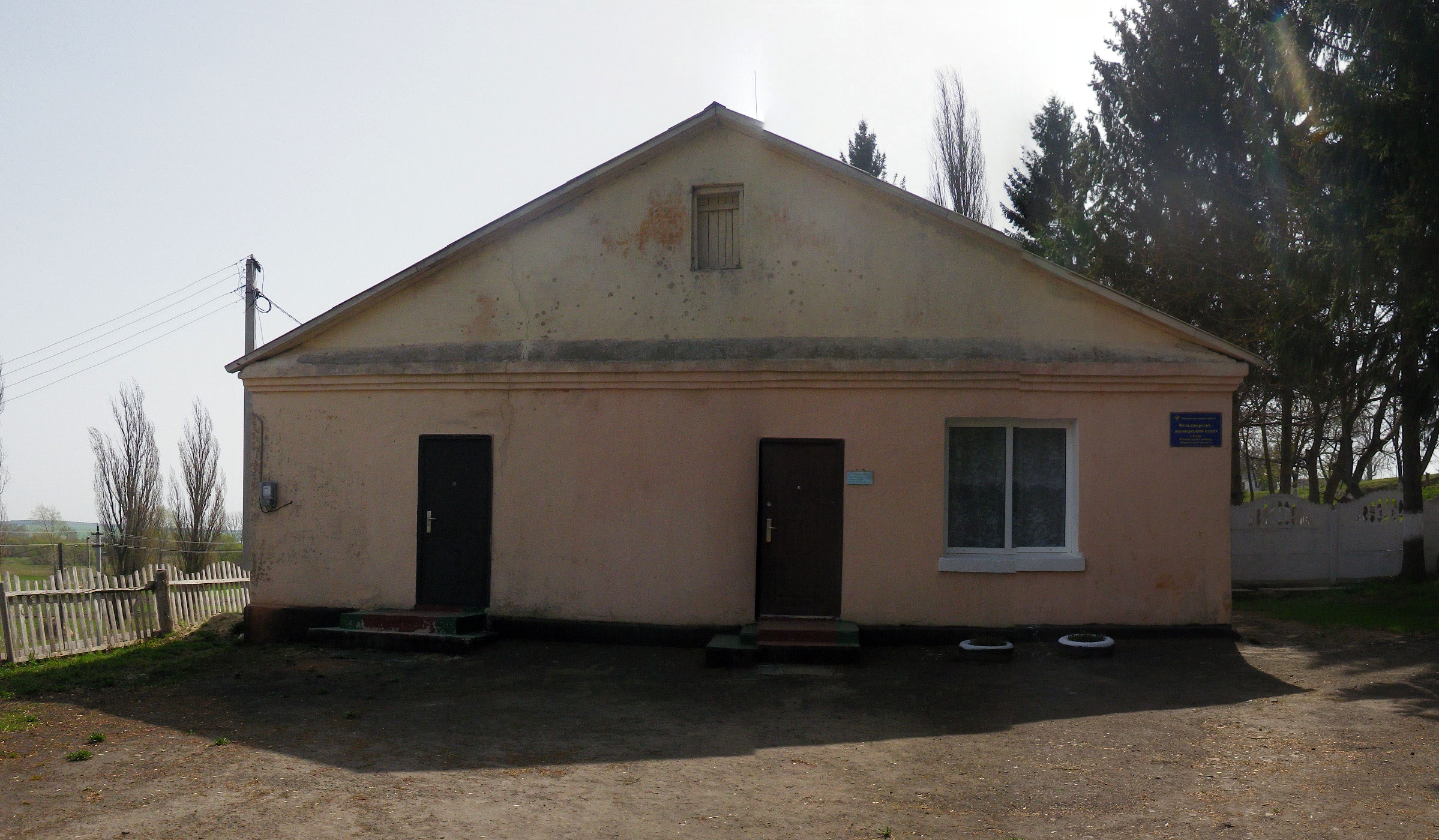
产科中心

新茹基夫（烏克蘭語：Новожуків），2016年之前名为伊斯克拉（烏克蘭語：Іскра），是烏克蘭西北部里夫内州里夫内区佐里亚市镇的村落。面積1.24平方公里，海拔高度201米，2001年人口588，人口密度每平方公里471.8人。